# Muçum
Muçum is een gemeente in de Braziliaanse deelstaat Rio Grande do Sul. De gemeente telt 4.685 inwoners (schatting 2009).

## Aangrenzende gemeenten
De gemeente grenst aan Doutor Ricardo, Encantado, Roca Sales, Santa Tereza, São Valentim do Sul en Vespasiano Corrêa.

## Geboren
- Felipe Gedoz (1993), voetballer